# Gruzińska Wikipedia
Gruzińska Wikipedia – edycja Wikipedii w języku gruzińskim.
12 lutego 2008 Gruzińska Wikipedia przekroczyła kamień milowy 20 000 artykułów.
Na dzień 6 września 2008 roku liczyła około 23 507 artykułów, co dawało jej 50 pozycję wśród wszystkich edycji językowych.